# Altolamprologus calvus
Altolamprologus calvus is een straalvinnige vissensoort uit de familie van de cichliden (Cichlidae). De wetenschappelijke naam van de soort is, als Lamprologus calvus, voor het eerst geldig gepubliceerd in 1978 door Poll.

## In het aquarium
Altolamprologus calvus is een van de populairste aquariumvissen uit het Tanganyikameer. Ze worden solitair of in paartjes gehouden. Voor het vrouwtje moet er een hol of een schelp worden gereserveerd met een opening die te klein is voor het mannetje, om te voorkomen dat het vrouwtje vast komt te zitten gedurende de avances van het mannetje. Altolamprologi jagen op andere vissen; ook in het aquarium eten ze andere vissen die in hun bek passen op. Ook het jongbroed van andere vissen is niet veilig voor deze soort.
De soort vereis een aquarium dat is ingericht als een standaard Tanganyikabak: rotsen, zand en een pH waarde van 7,5 of hoger. Geschikte medebewonders zijn vooral ander vissen uit de tribus van de Lamprologini, bijvoorbeeld Neolamprologus, Juliodrochromis, Lamprologus of Paracyprichromis.